# Doug Flach
Doug Flach (* 10. August 1970 in St. Louis, Missouri) ist ein ehemaliger US-amerikanischer Tennisspieler.

## Leben
Flach studierte an der University of Tennessee und wurde Anfang der 1990er Jahre Tennisprofi. Sein älterer Bruder Ken spielte ebenfalls Tennis und erreichte größere Erfolge.
Während Flach im Einzel nicht sehr erfolgreich war, gelangen ihm im Doppel zwei Turniersiege auf der ATP World Tour. 1991 stand er an der Seite von Diego Nargiso in Long Island erstmals in einem Finale. Seinen ersten Sieg feierte er 1993 mit Paul Annacone in Peking. Seinen zweiten und letzten Doppeltitel errang er an der Seite von Sandon Stolle in Newport. Im Lauf seiner Karriere stand er zudem vier Mal in einem Finale. Seine höchste Notierung in der Tennisweltrangliste erreichte er 1994 mit Position 108 im Einzel sowie 1983 mit Position 73 im Doppel.
Sein bestes Einzelergebnis bei einem Grand-Slam-Turnier war das Erreichen der dritten Runde in Wimbledon, wobei er in der ersten Runde Andre Agassi bezwang. In der Doppelkonkurrenz erreichte er jeweils das Achtelfinale der French Open, von Wimbledon und der US Open.

## Erfolge
| Legende                       |
| Grand Slam                    |
| Tennis Masters Cup            |
| ATP Masters Series            |
| ATP International Series Gold |
| ATP International Series (2)  |
| ATP Challenger Series (9)     |

| ATP-Titel nach Belag |
| Hartplatz (0)        |
| Sand (0)             |
| Rasen (1)            |
| Teppich (1)          |

### Einzel

#### Turniersiege
| Nr. | Datum          | Turnier    | Belag     | Finalgegner  | Ergebnis      |
| --- | -------------- | ---------- | --------- | ------------ | ------------- |
| 1.  | 7. August 1993 | Cincinnati | Hartplatz | Robbie Weiss | 7:6, 6:7, 6:4 |

### Doppel

#### Turniersiege

##### ATP Tour
| Nr. | Datum            | Turnier | Belag   | Partner       | Finalgegner                    | Ergebnis      |
| --- | ---------------- | ------- | ------- | ------------- | ------------------------------ | ------------- |
| 1.  | 18. Oktober 1993 | Peking  | Teppich | Paul Annacone | Jacco Eltingh Paul Haarhuis    | 7:6, 6:3      |
| 2.  | 13. Juli 1998    | Newport | Rasen   | Sandon Stolle | Scott Draper Jason Stoltenberg | 6:2, 4:6, 7:6 |

#### Turniersiege

##### Challenger Tour
| Nr. | Datum            | Turnier           | Belag     | Partner          | Finalgegner                          | Ergebnis      |
| --- | ---------------- | ----------------- | --------- | ---------------- | ------------------------------------ | ------------- |
| 1.  | 1. Februar 1990  | Tampa             | Sand      | Ken Flach        | Broderick Dyke Tobias Svantesson     | 3:6, 7:6, 6:4 |
| 2.  | 21. Oktober 1990 | Ponte Vedra Beach | Hartplatz | Ken Flach        | Royce Deppe Bret Garnett             | 6:3, 2:6, 6:4 |
| 3.  | 25. Juli 1993    | Montebello        | Hartplatz | David Di Lucia   | Lan Bale Maurice Ruah                | 6:3, 6:2      |
| 4.  | 5. Oktober 1997  | San Antonio       | Hartplatz | Jeff Salzenstein | Chad Clark Brandon Hawk              | 4:6, 6:2, 6:1 |
| 5.  | 1. Dezember 1997 | Burbank           | Hartplatz | Brian MacPhie    | George Bastl Patrick Gottesleben     | 7:6, 6:4      |
| 6.  | 12. April 1998   | Bermuda (1)       | Sand      | Richey Reneberg  | Andrei Tscherkassow Rodolphe Gilbert | 3:6, 6:4, 6:2 |
| 7.  | 19. April 1998   | Birmingham        | Sand      | David Witt       | Eyal Erlich Eric Taino               | 6:4, 7:5      |
| 8.  | 18. April 1999   | Bermuda (2)       | Sand      | Richey Reneberg  | Paul Kilderry Patrick Rafter         | 6:4, 6:4      |

#### Finalteilnahmen
| Nr. | Datum           | Turnier       | Belag     | Partner        | Finalgegner                    | Ergebnis       |
| --- | --------------- | ------------- | --------- | -------------- | ------------------------------ | -------------- |
| 1.  | 25. August 1991 | Long Island   | Hartplatz | Diego Nargiso  | Eric Jelen Carl-Uwe Steeb      | 6:0. 4:6, 6:7  |
| 2.  | 16. Mai 1993    | Coral Springs | Sand      | Paul Annacone  | Patrick McEnroe Jonathan Stark | 4:6, 3:6       |
| 3.  | 21. Juli 1996   | Washington    | Hartplatz | Chris Woodruff | Grant Connell Scott Davis      | 6:7, 6:3, 3:6  |
| 4.  | 9. Mai 1999     | Delray Beach  | Hartplatz | Brian MacPhie  | Maks Mirny Nenad Zimonjić      | 6:73, 6:3, 3:6 |